# Раткевич, Юлия Николаевна
Юлия Николаевна Раткевич (бел. Юлія Мікалаеўна Раткевіч, азерб. Yuliya Nikolayevna Ratkeviç; род. 16 июля 1985, Минск) — белорусская и азербайджанская спортсменка-борец, член национальной сборной Азербайджана. Чемпионка мира 2009 года и чемпионка Европы 2011 года.
Раткевич представляла Азербайджан на летних Олимпийских играх 2012 в Лондоне, где стала бронзовым призёром Олимпиады. 31 августа 2012 президент Азербайджана и Национального олимпийского комитета Ильхам Алиев наградил Раткевич медалью «Тарагги» (Прогресс). В 2013 году стала победительницей XXVII Всемирной Летней Универсиады в Казани.

## На летних Олимпийских играх
| Олимпийские игры | Категория | Предварительный раунд | 1/8 финала                       | Четвертьфинал              | Полуфинал          | Утешительный 1     | Утешительный 2                | Финал                                               | Финал |
| Олимпийские игры | Категория | Соперник Результат    | Соперник Результат               | Соперник Результат         | Соперник Результат | Соперник Результат | Соперник Результат            | Соперник Результат                                  | Место |
| ---------------- | --------- | --------------------- | -------------------------------- | -------------------------- | ------------------ | ------------------ | ----------------------------- | --------------------------------------------------- | ----- |
| Лондон 2012      | до 55 кг  | Не участвовала        | Мария Преворалаки (GRE) Поб. 3-0 | Саори Ёсида (JPN) Пор. 0-3 | Не участвовала     | Не участвовала     | Кесли Кэмпбелл (USA) Поб. 3-0 | За бронзовую медаль Валерия Жолобова (RUS) Поб. 3-0 | 3     |